# Прусос
Прусо̀с (на гръцки: Προυσός) е село в Република Гърция, област Централна Гърция, дем Карпениси. Селото има население от 2253 души.

## Личности
Родени в Прусос
- Георгиос Кондилис (1878 – 1936), гръцки политик, премиер